# Jean Galfione
Jean Galfione (født 9. juni 1971 i Paris) er en fransk tidligere atletikudøver, der tilhørte verdenseliten i stangspring i 1990'erne og vandt flere internationale medaljer.

## Atletikkarriere
I 1990 blev Galfione verdensmester for juniorer med et spring på 5,45 m. Året efter var han som senior med i finalen ved VM såvel indendørs som udendørs, dog uden at opnå medaljer. I 1992 var han første gang med til OL, der foregik i Barcelona; her nåede han dog ikke finalen. I 1993 vandt han sin første medalje ved et internationalt mesterskab, da han hentede bronze ved indendørs-VM med 5,80 m, og året efter blev det til sølvmedalje indendørs-EM med 5,85 m. Senere samme år hentede han bronze ved udendørs-EM med 5,85 m, og i 1995 vandt han bronze ved VM med 5,86 m.
Hans største internationale resultat kom ved OL 1996 i Atlanta, hvor han uden problemer klarede kvalifikationshøjden på 5,70 m. Den store stjerne i disciplinen på den tid, ukraineren Sergej Bubka, udgik under opvarmningen på grund af en skade, hvilket betød større spænding om resultatet, og i finalen var der tre springere, der kom over 5,92 m: Galfione, russeren Igor Trandenkov og tyskeren Andrej Tiwontschik. Alle tre forsøgte sig uden held på højere spring. Vinderhøjden var ny olympisk rekord, og medaljerne blev afgjort mellem dem ved, at Galfione og Trandenkov begge kom over denne højde i første forsøg, mens Tiwontschik først kom over i andet forsøg og dermed fik bronze, mens Trandenkov havde flere nedrivninger på lavere højder, hvilket betød, at han fik sølv, mens Galfione fik guld.
I 1998 vandt han bronze ved EM, og i 1999 blev han indendørsverdensmester med 6,00 m, hans bedste resultat nogensinde. Ved OL 2000 i Sydney formåede han ikke at kvalificere sig til finalen. Hans karriere nåede herefter aldrig toppen igen, og han indstillede springkarrieren endegyldigt i midten af det første årti i 2000'erne.
I løbet af sin karriere vandt han det franske mesterskab flere gange og satte i 1999 fransk rekord med 5,98 m (udendørs).

## Øvrige karriere
Galfione havde også en passion for sejlsport, og den kastede han sig for alvor over i 2005. Han var med i den franske båd, der forsøgte at kvalificere sig til America's Cup i 2012. Han var desuden med til at bygge sin egen båd, som han også deltog i konkurrencer i.